# روستون (واشینگتن)
روستون (به انگلیسی: Ruston) یک شهر در ایالات متحده آمریکا است که در شهرستان پیرس، واشینگتن واقع شده‌است. روستون ۰٫۸۸ کیلومتر مربع مساحت و ۷۴۹ نفر جمعیت دارد و ۱۳ متر بالاتر از سطح دریا قرار دارد.